# 엘런 그린
엘런 그린(Ellen Greene, 1951년 2월 22일 ~ )은 미국의 배우이다.

## 출연 작품
- 디 언톨드 스토리 (2019)
- 푸싱 데이지 (2007)
- 히어로즈 (2006)
- 러브 인 카지노 (2003)
- 섹스 마네킹 (2003)
- 알렉스 인 원더 (2001)
- 제이디드 (1998)
- 지옥의 정사 (1996)
- 어느 멋진 날 (1996)
- 시빌 (1995)
- 저널 오브 머더 (1995)
- 못말리는 포장마차 (1994, Wagons East)
- 레옹 디 오리지널 (1994)
- 레옹 (1994)
- 총알 탄 사나이 3 (1994)
- 아버지와 아들 (1992)
- 에디의 환상 여행 (1992)
- 정열의 스텝 (1991)
- 볼륨을 높여라 (1990)
- 토크 라디오 (1988)
- 미스터 X (1988)
- 흡혈 식물 대소동 (1986)
- 넥스트 스톱 그린위치 빌리지 (1976)